# 糙异柱虫
糙异柱虫（学名：Ellipsostylus salebrosus）为椭圆壳虫科异柱虫属的动物。分布于赤道太平洋，包括东海等海域。